# Назустріч життю (фільм)
Назустріч життю (рос. «Навстречу жизни») — російський радянський фільм, знятий в 1952 році режисером Миколою Лебедєвим за мотивами повісті Івана Василенка «Зірочка» на кіностудії Ленфільм.

## Сюжет
Одному з ленінградських ремісничих училищ доручено важливе державне замовлення на виготовлення партії нових верстатів. У запалі ентузіазму не всі хлопці тверезо оцінюють свої можливості. Бригада дівчаток на чолі з Марусею Родниковою пропонує перейти на швидкісне різання, а бригада хлопчиків внесла пропозицію замінити учнівські норми робітничими. Порушення трудової дисципліни призводить Марусю до поломки верстата. Родникова важко переживає те, що трапилося. Вона переконується в правоті свого друга Паші Сичова, який, не захоплюючись радикальними нововведеннями у токарній справі, навчився економити час на робочих операціях. Товариші допомагають Родниковій виробити в собі дисциплінованість і зібраність. Хлопці виконали держзамовлення з відмінною оцінкою. Закінчується навчання в училищі, випускники роз'їжджаються по різним підприємствам і будівництвам Союзу.

## Цікаві факти
Щоб краще передати характер своєї героїні Марусі Родникової, Надія Румянцева пішла в ремісниче училище, де цілий місяць вивчала токарну справу.
У фільмі зіграла свою першу роль Надія Румянцева.

## У фільмі знімалися
- Надія Румянцева — Маруся Родникова, учениця ремісничого училища;
- Володимир Соколов — Паша Сичов, учень ремісничого училища;
- Георгій Семенов — Семен Ілліч, директор ремісничого училища;
- Василь Меркур'єв — Василь Никанорович, старший майстер;
- Сергій Гурзо — Віктор Басов, майстер і секретар комсомольської організації;
- Віктор Хохряков — голова випускної комісії, (немає в титрах);
- Анатолій Кузнєцов — батько Марусі Родникової, (немає в титрах).